# Ferragus (film, 1910)
Pour les articles homonymes, voir Ferragus (homonymie).
Ferragus est un film français réalisé par André Calmettes, sorti en 1910.

## Synopsis
Adaptation du roman d'Honoré de Balzac Ferragus, paru en 1833 dans la Revue de Paris et édité en 1834 chez madame Charles-Béchet. Ferragus est le premier volet de l’Histoire des Treize, qui fait partie des Scènes de la vie parisienne, Études de mœurs, de La Comédie humaine.

## Fiche technique
- Titre : Ferragus
- Réalisateur : André Calmettes
- Scénario : d'après Honoré de Balzac
- Société de production : Pathé Frères
- Pays d'origine : France
- Format : muet – noir et blanc – 1,33:1 – 35 mm
- Métrage : 195 m
- Genre : Film dramatique
- Date de sortie : 
  -  France – 1910

## Distribution
- Jean Dax : le marquis de Ronquerolles
- Claude Garry
- Catherine Fonteney
- Camille Liceney